# Sant Sadurní de Bula d'Amunt

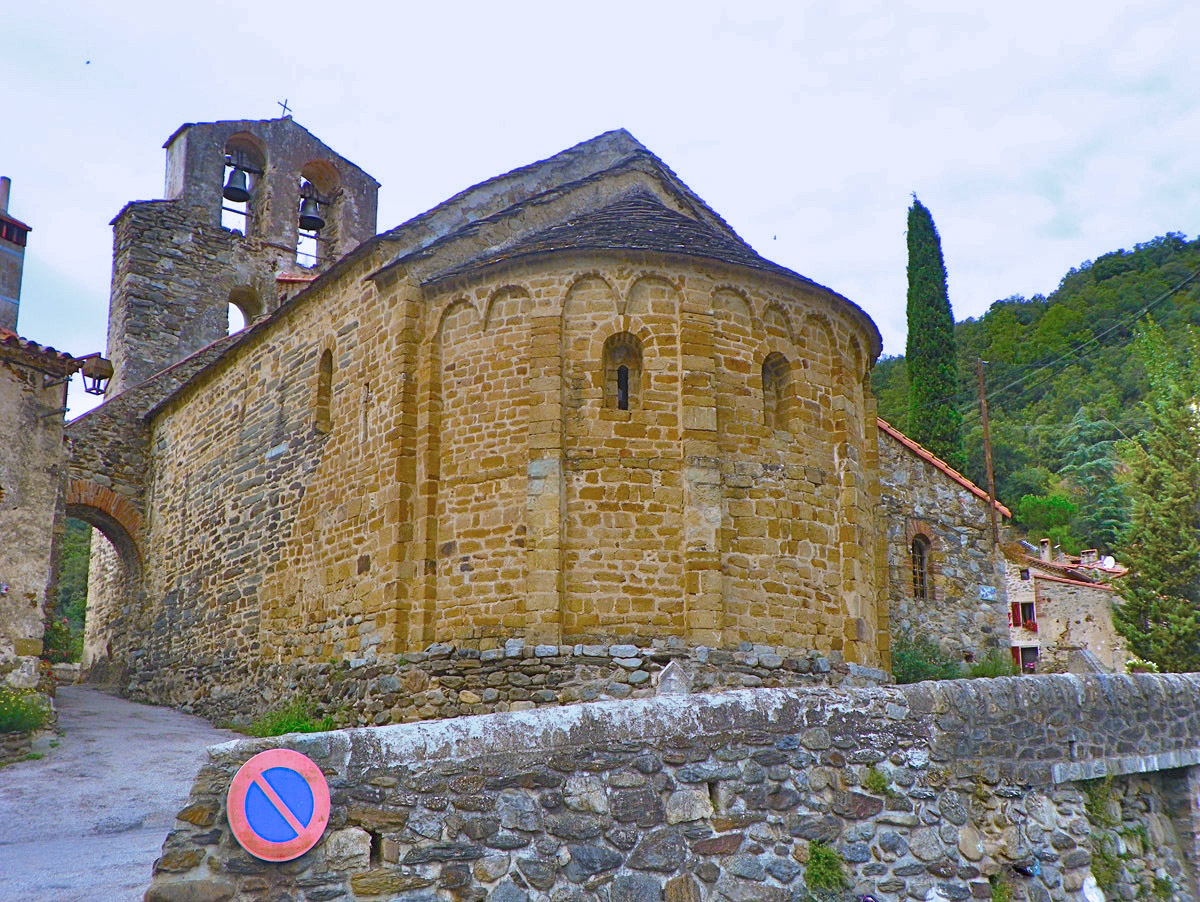
Absis de l'església

Sant Sadurní de Bula d'Amunt (Saint-Saturnin de Boule-d'Amont en francès) és l'església parroquial del poble i de la comuna rossellonesa de Bula d'Amunt, a la Catalunya del Nord.

## Història
Esmentada a la documentació per primer cop el 1011, l'edifici actual és del mateix segle xi. Va ser extensament modificat al segle xviii, quan a la nau se li afegí una galeria paral·lela al costat nord, i es canvià de façana la porta de l'església. L'edifici va ser declarat Monument històric de França al 23 d'octubre del 1972.

## Arquitectura

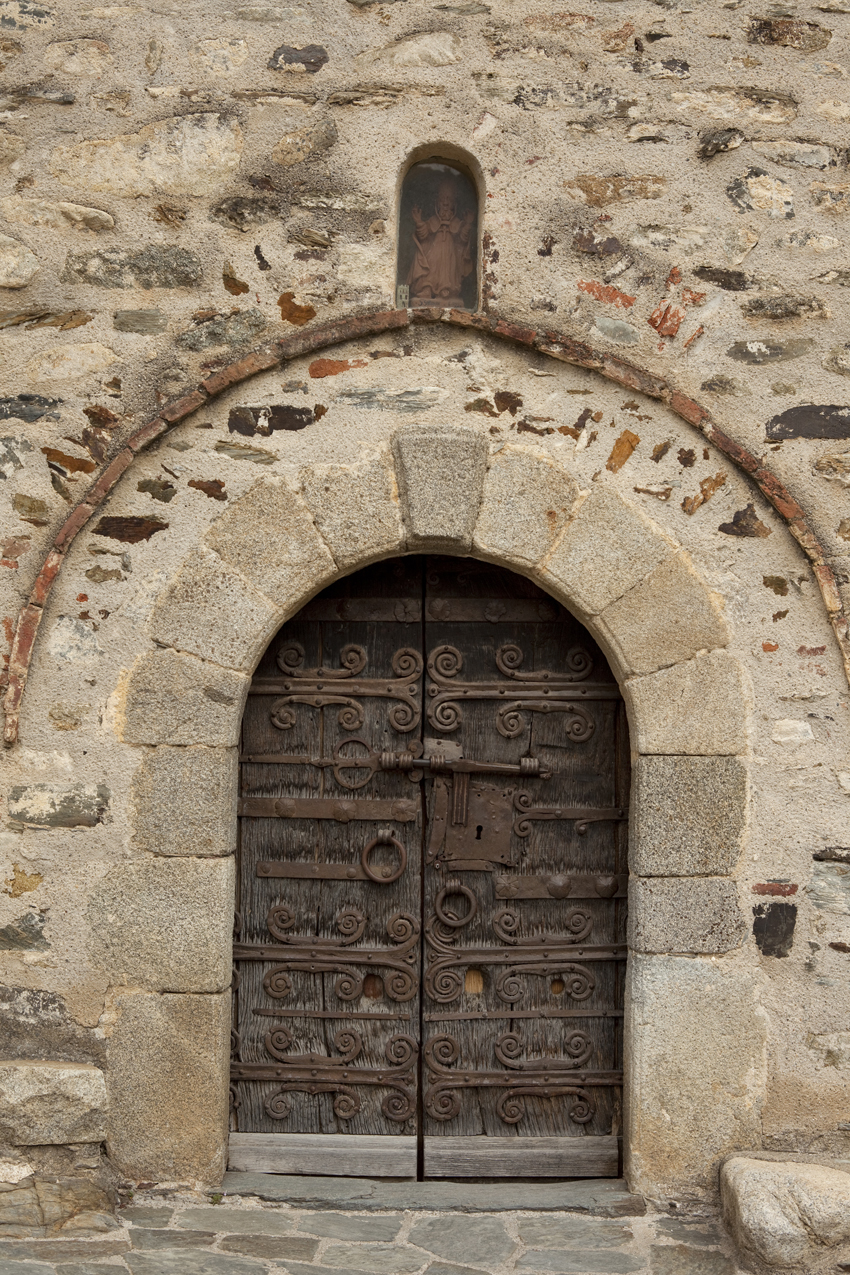
Porta, mostrant la ferramenta

L'església romànica es conserva encara de forma ben distingible, si bé a la nau única original se li afegí una extensió paral·lela pel costat al nord mitjançant una galeria en dos trams, comunicada amb la planta original per dos arcs oberts en el mur septentrional romànic. L'absis, semicircular i amb coberta de quart d'esfera, mostra una decoració exterior feta de bandes llombardes, successió de petits arcs cecs formant un fris que alterna una lesena amb dos arcs i, així successivament. A la paret de l'absis s'obren unes petites finestres verticals que originalment il·luminaven el temple, però que en l'actualitat estan amagades per la presència de l'important retaule de l'altar major.
El campanar d'espadanya, massís, té quatre obertures per a les campanes, en dos rengles, si bé l'obertura esquerra del rengle inferior està cegada per un gran rellotge. Domina la façana occidental, o oest, que també té l'obertura de la porta. Aquesta darrera, originalment era al mur sud (oberta al migdia, com les de moltes altres esglésies pirinenques), però al segle xviii se la canvià de lloc i l'obertura passà al final de la nau. Sortosament, es conserva la ferramentas medieval.
La decoració la formen diversos retaules barrocs: el de l'altar major (començament del segle xviii), el de la Sang (1710), el de sant Josep (1744), el de la Mare de Déu (1761), i el de sant Antoni (s. XVIII). Té també altres peces menors com una estàtua de sant Sadurní i una cadira del segle xviii i, de la mateixa època, una mica de tresor (un relicari, una custòdia, una píxide i un platet d'almoines).

### Imatges

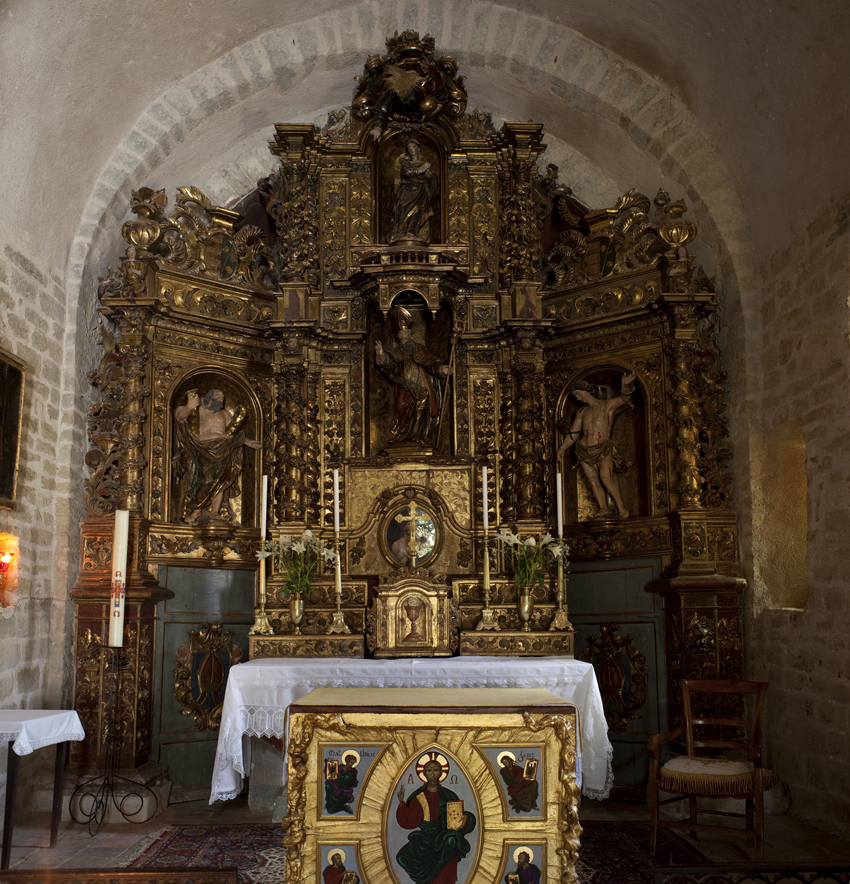
Altar major i retaule
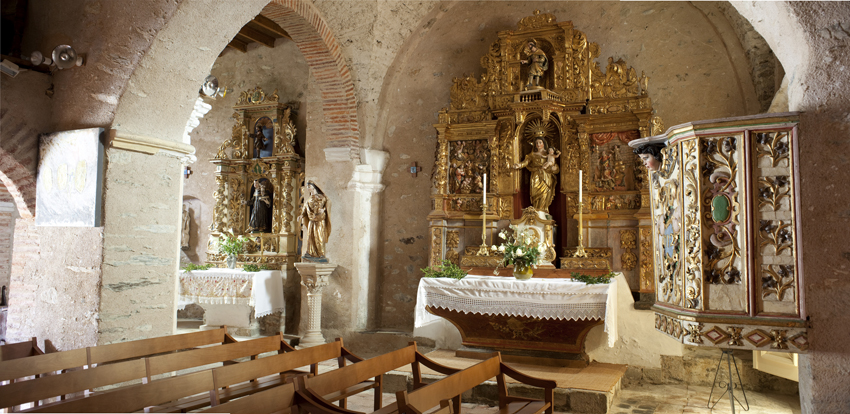
Vista esquerra de la nau, retaules de la Mare de Déu i de sant Antoni
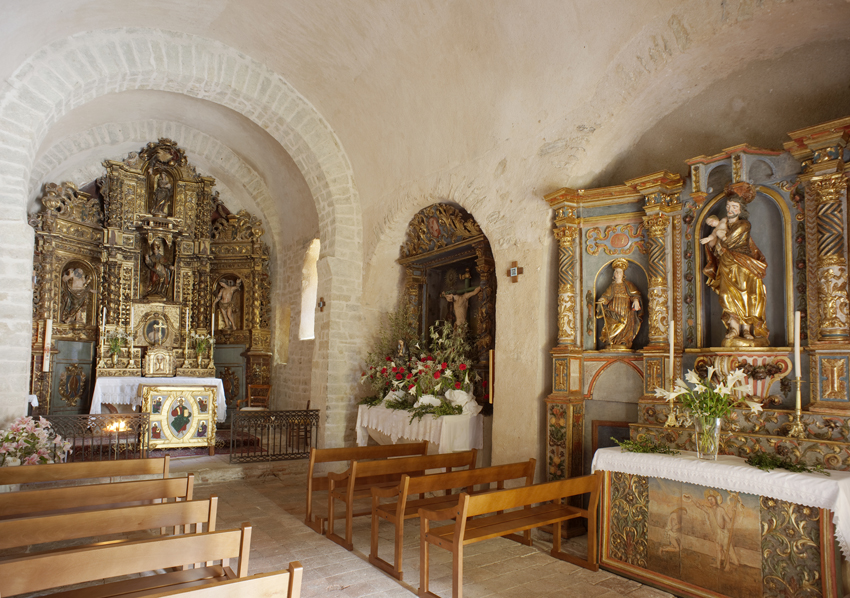
Vista dreta de la nau, retaules de la Sang i de sant Josep
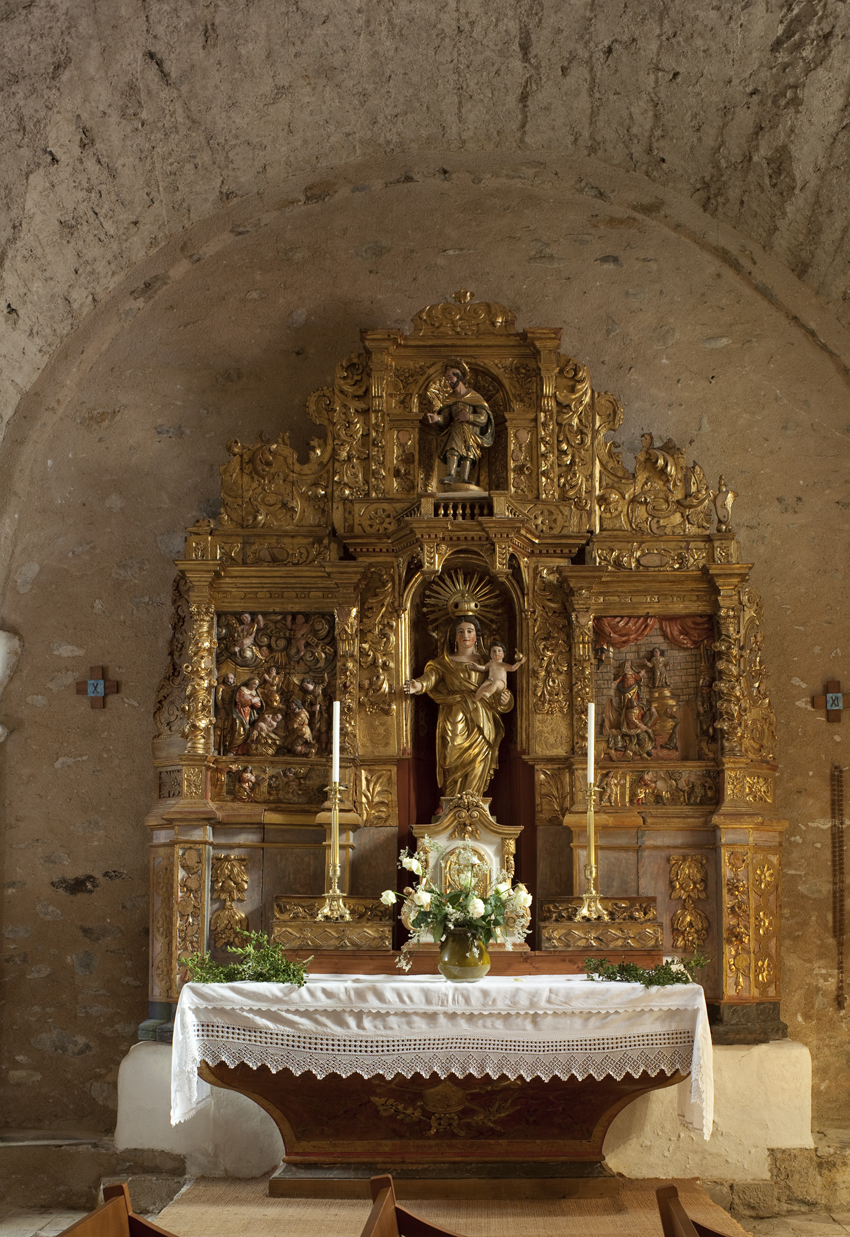
Altar lateral i retaule de la Mare de Déu
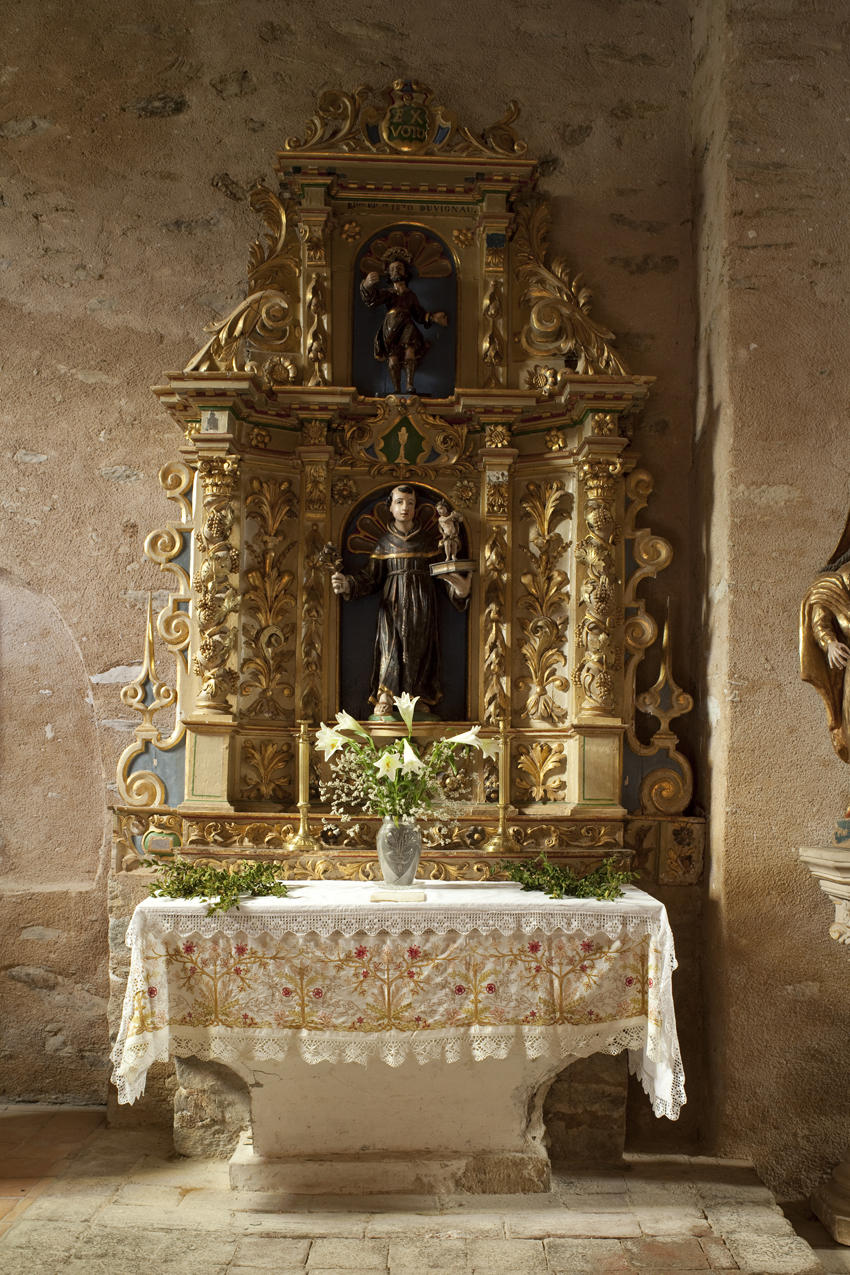
Altar lateral i retaule de sant Antoni
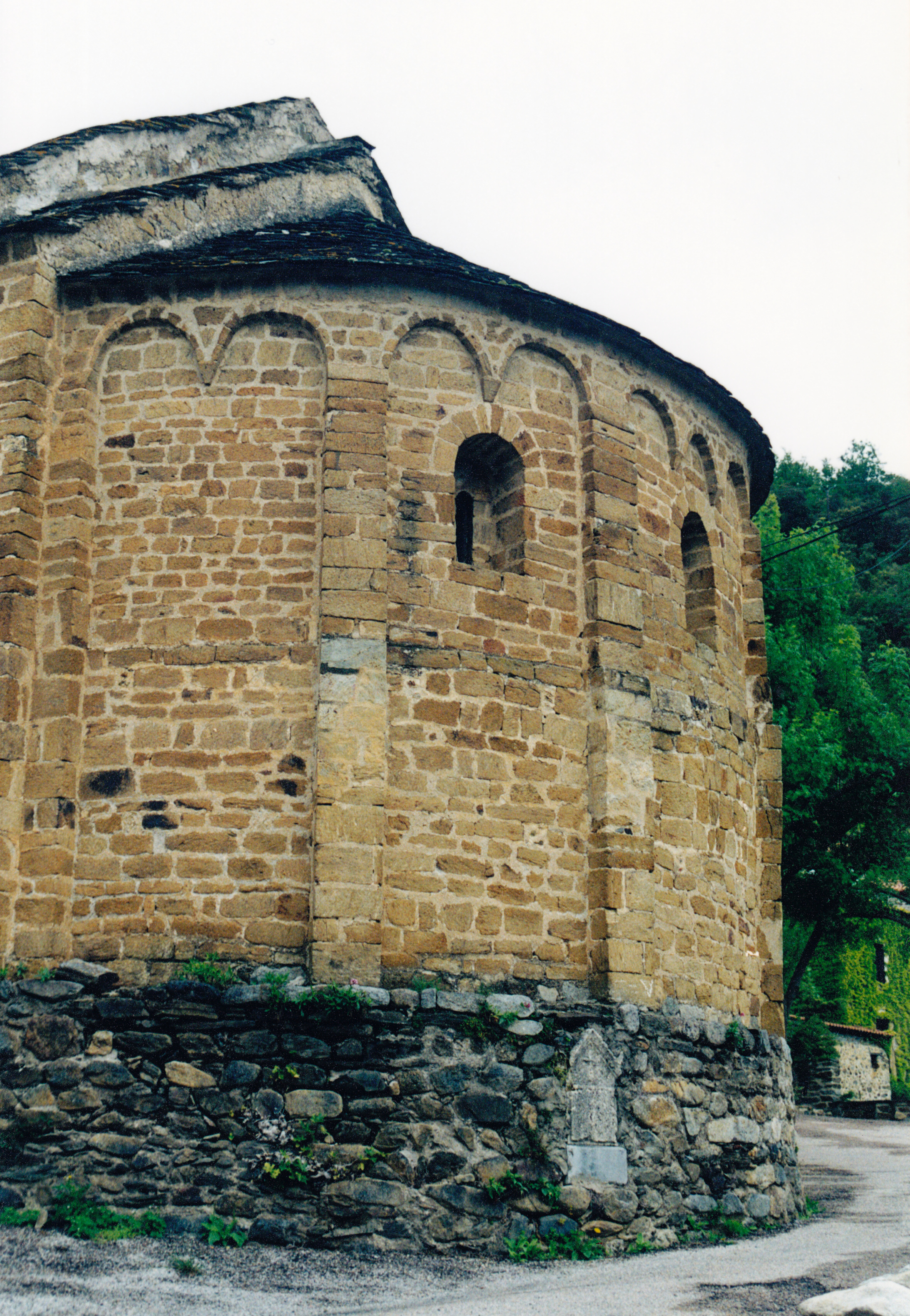
Detall de l'absis
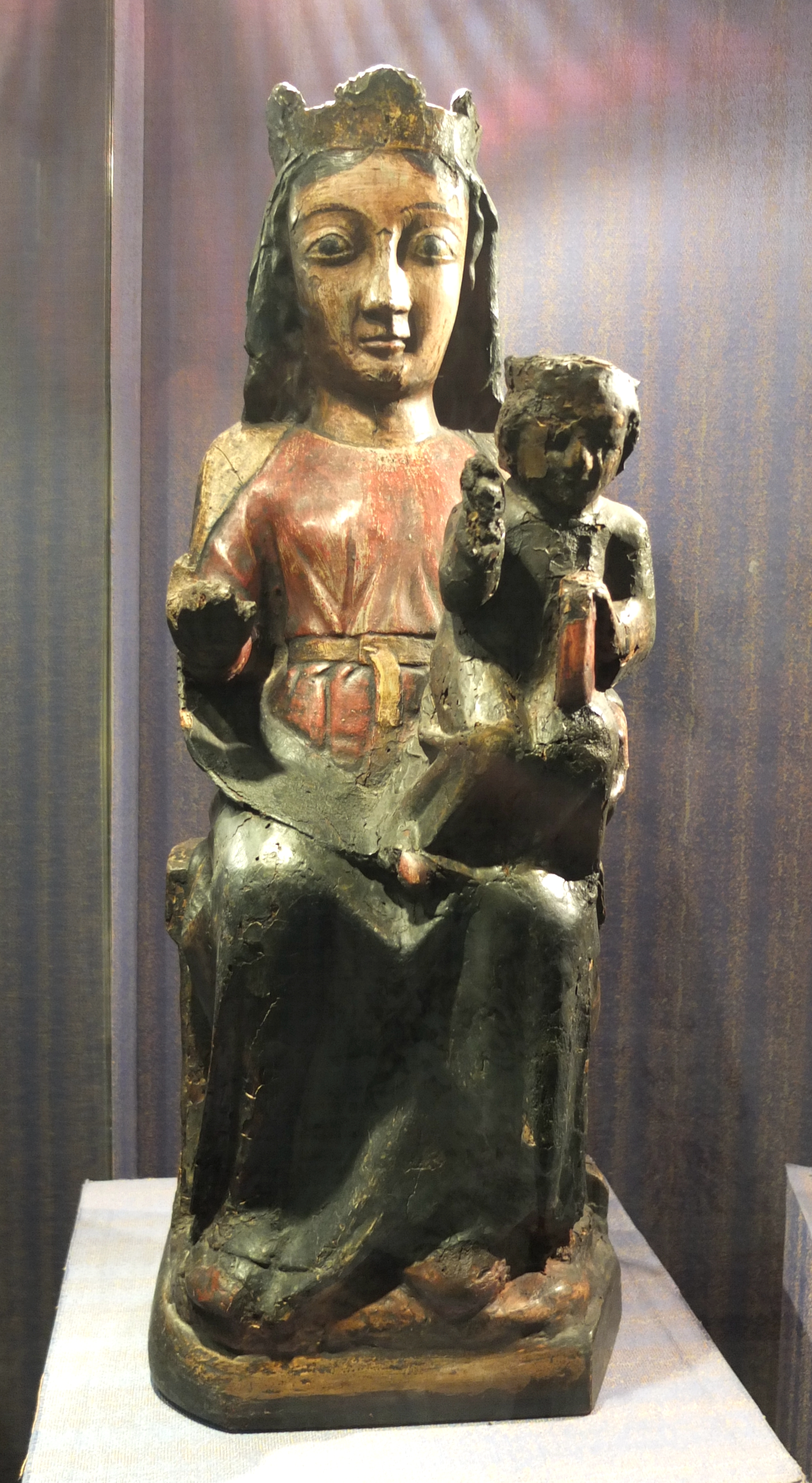
Marededéu de Serrabona
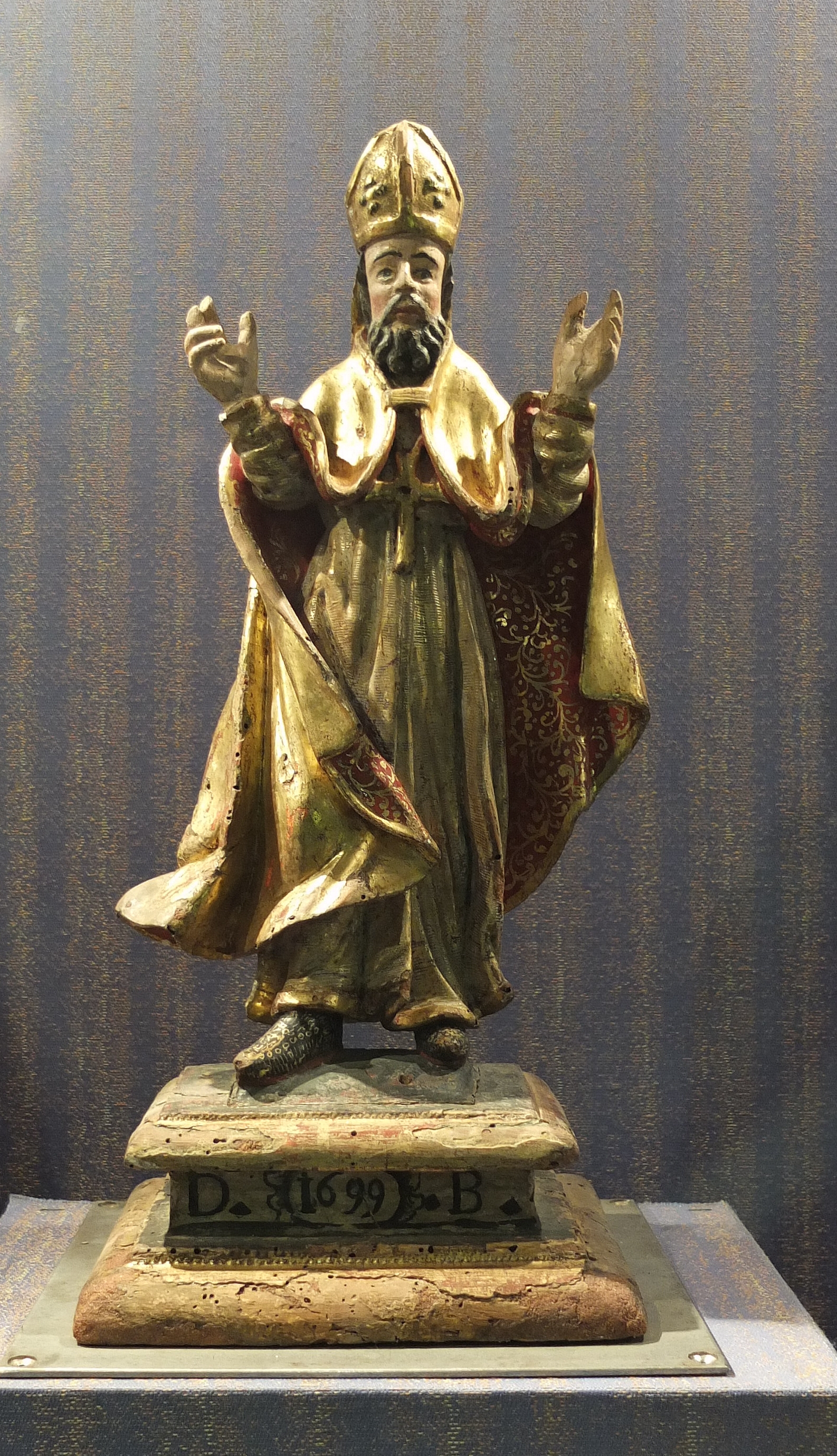
Estàtua d'un bisbe 1699